# Nahverkehr in Ostwestfalen-Lippe
Der Nahverkehr in Ostwestfalen-Lippe (Regierungsbezirk Detmold, Nordrhein-Westfalen) besteht aus einem gut ausgebauten Schienennetz und ergänzenden Regionalbuslinien. Es gibt einige wichtige Überlandbuslinien, die meist mit Schnellbussen bedient werden und teilweise auch überregional Bedeutung haben. In den größeren Städten bestehen Stadtbusnetze. Die Großstadt Bielefeld verfügt über ein Stadtbahnnetz (Straßenbahn mit unterirdischer Innenstadtstrecke).

## Organisation

Logo der OWL Verkehr GmbH

Logo des NPH

Die Region Ostwestfalen-Lippe ist in zwei Kooperationsräume aufgeteilt: 6 (Ostwestfalen-Lippe) und 7 (Paderborn/Höxter). 1995 wurde der Verkehrsverbund OstWestfalenLippe (VVOWL) als Zweckverband und der Nahverkehrsverbund Paderborn-Höxter (nph) gegründet, um den öffentlichen Personennahverkehr (ÖPNV) incl. Schienenpersonennahverkehr (SPNV) neu zu organisieren, zu bestellen und zu finanzieren. Vorausgegangen war eine Diskussion über die Bildung eines Gesamtverbundes für ganz OWL. Die Kreise Paderborn und Höxter entschieden sich jedoch für einen Alleingang um sich u. a. die Eigenständigkeit von Bielefeld zu erhalten.
Der für 1999 als VVOWL geplante Verbund im Raum 6 kam nicht zustande, dieser Zweckverband ist heute unter gleichem Namen für den SPNV zuständig. Mitte 2000 wurden die Verbundtarife „Der Sechser“ (angelehnt an die Bezeichnung des Kooperationsraumes „6“) und „Hochstift-Tarif“ eingeführt. 2004 erfolgte die Gründung der Verbundgesellschaft OWL Verkehr GmbH, die Zuständigkeiten für beide Kooperationsräume besitzt. Das Land NRW versucht seit einiger Zeit, organisatorisch die Zahl der Verkehrsverbünde (derzeit 9) zu reduzieren. Dazu wurde bereits ein gemeinsamer Zweckverband für den SPNV gegründet (Zweckverband Nahverkehr Westfalen-Lippe NWL), dem die bisherigen Verbände VVOWL und NPH nun angehören. Ein Zusammenschluss der beiden Tarifverbünde wird angestrebt. Der Busverkehr wird unter dem Dach der OWL Verkehr GmbH kommunal durch Aufgabenträger organisiert (u. a. KVG Kommunale Verkehrsgesellschaft Lippe mbH, mhv Minden-Herforder Verkehrsgesellschaft mbH, nph).
Seit dem 1. August 2017 bilden der Verkehrsverbund Ostwestfalen-Lippe (VVOWL) und der Nahverkehrsverbund Paderborn-Höxter (nph) zusammen mit drei weiteren Verkehrsgemeinschaften den Westfalentarif, der eine einfachere Tarifstruktur – vor allem bei weiteren Distanzen – bietet. Die ursprünglichen Verbundtarife „Der Sechser“ und der „Hochstift-Tarif“ verloren somit ihre Gültigkeit.
Es gibt zahlreiche Übergangstarife zwischen den beiden Tarifräumen sowie zu angrenzenden Verkehrsverbünden. Bei Reisen auch über diese Grenzen hinweg kommen der NRW-Landestarif oder der Deutschlandtarif zur Anwendung.

## Geschichte

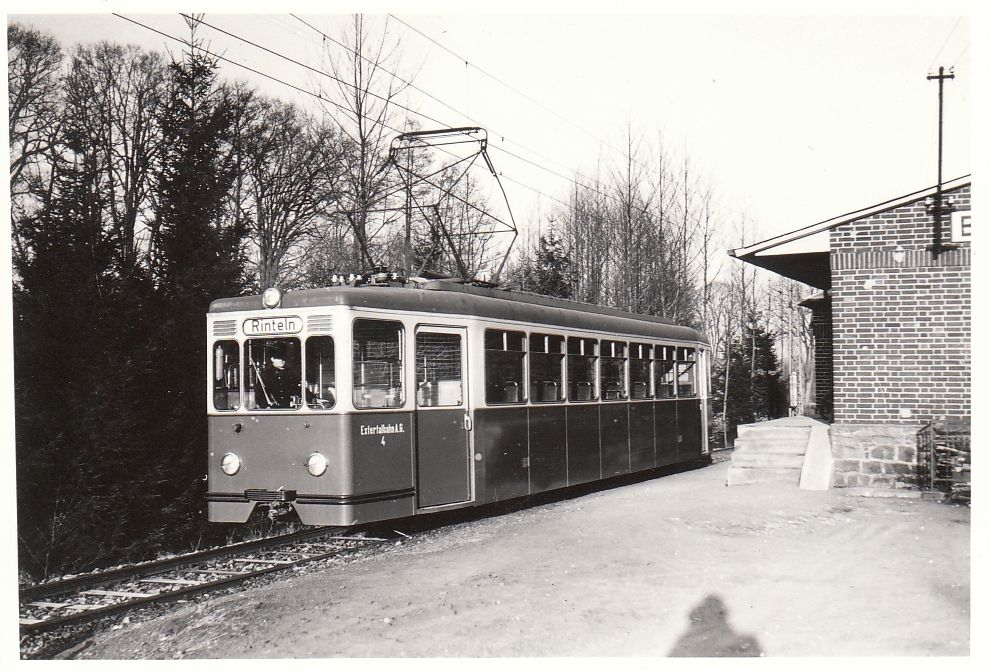
Extertalbahn im Bahnhof Bögerhof, 1954

Das Eisenbahnnetz in den ehemaligen Regionen Ravensberger Land (Preußen), Lippe (Fürstentum) und Paderborn (Hochstift, Preußen) entstand Ende des 19. und zu Beginn des 20. Jahrhunderts. Große Teile wurden so mit Haupt- und Nebenbahnen für den Verkehr erschlossen. Eine Stichbahn führte sogar vom Bahnhof Schieder nach Blomberg. Die weitere Erschließung erfolgte anschließend mit zahlreichen Kleinbahnen und dem Aufbau eines Straßenbahn- / Überlandstraßenbahnnetzes in bzw. zwischen Detmold und Paderborn. Diese Entwicklung endete ab Ende der 1930er Jahre mit ersten Stilllegungen. Die letzte Straßenbahn in Paderborn verkehrte schließlich 1963, die Kreisbahnen in Bielefeld und Minden stellten ihren Betrieb 1956 bzw. 1980, die Herforder Kleinbahn 1966, die Extertalbahn 1969 und die Teutoburger Wald-Eisenbahn (TWE) den Personenverkehr 1978 ein. Erste Busverkehre der Kraftpost gab es ab 1921 zwischen Lemgo und Vlotho sowie ab 1923 von Lübbecke nach Lemförde.
Der Bahn als Massenverkehrsmittel sollten Überlandbusse als preiswertes und wendiges Verkehrsmittel folgen. Besonders der ständig wachsende Individualverkehr hatte zur Folge, dass die Bahnunternehmen wenig genutzte Züge nach und nach durch eigene Busse ersetzten und so ihren Schienenverkehr ausdünnten. Das Busnetz von Kraftpost, Bahn und anderen Betreibern (TWE, MKB) erreichte sämtliche Orte in der Region. Als neue Verkehrsknoten für den Überlandverkehr wurden Busbahnhöfe gebaut (u. a. am Kesselbrink in Bielefeld). Buslinien verbanden nun die größeren Städte miteinander und mit Nachbarregionen (ab Bielefeld nach Paderborn, Detmold und sogar Osnabrück und Münster über Bad Rothenfelde). Die Fahrgastzahlen der Bahn im Nahverkehr gingen schließlich so stark zurück, dass auch Nebenstrecken mit überregionaler Bedeutung und sogar Hauptlinien betroffen waren. Es kam zur Stilllegung der Almetalbahn (1981), Begatalbahn (1980) und der Verbindung Herford–Bremen über Rahden. Auch die Straßenbahn in Bielefeld war bedroht, schließlich erfolgte aber der Beschluss zu einer gründlichen Modernisierung. Eine Stadtbahn mit Innenstadttunnel wurde gebaut.
Im Zuge der Regionalisierung des Nahverkehrs, durch Tarifverbünde, Taktverkehr, Modernisierungen von Fahrzeugen und Schienenstrecken (ein Teil des „Haller Willem“ Bielefeld–Osnabrück war Expo-Projekt 2000) sowie Wettbewerbsbedingungen endete diese Periode. Der erste gemeinsame Verkehrstarif in OWL wurde 1983 eingeführt (VOW), der Schienenpersonennahverkehr war erstmals bei der Verkehrsgemeinschaft Lippe (VGL) ab Ende der 1980er Jahre einbezogen. Die Bahn wurde für den regionalen ÖPNV jetzt wieder zum wichtigsten Verkehrsträger wie bereits vor der Jahrhundertwende. Busse erhielten im ländlichen Raum ohne Schienenanbindung eine Erschließungs- und Zubringerfunktion. Zahlreiche Linien wurden verkürzt und die Abend- und Wochenendverkehre stark eingeschränkt. Durchgehende Busverbindungen u. a. zwischen Bielefeld und Detmold, Lemgo, Melle, Bünde wurden gebrochen oder eingestellt. Damit waren die in den letzten Jahren zu Regionalbusnetzen umgestalteten Überlandbusverkehre in die Defensive geraten.
Nahverkehrspläne unterteilten nun in ein Grundangebot und spezielle Verkehre u. a. für Schüler. Der Plan für den Minden-Ravensberger Raum (2003) enthält beispielsweise für das Busangebot eine Einteilung nach Funktionstypen: Schienenergänzung (Schnellbus mit hohem Qualitätsstandard und Nachtbus), Verbindungsfunktion von Kommunen (Regionalbus) und Erschließungsfunktion (Kommunen und deren Umland).
In den größeren Städten erfolgte ein Ausbau der Stadtbusnetze (u. a. Lemgo, Bünde, Bad Salzuflen) mit überwiegend innerstädtischer Orientierung und Verknüpfungspunkten zum getrennten Regionalnetz (bzw. zum Schienennetz). Herford und Minden optimierten 2003 bzw. 2005 ihre Busnetze. Hierbei wurde die Bahnhofsanbindung durch Stadtbusse jedoch eingeschränkt und bisher durchgehende Verbindungen von dort in die Stadtteile gebrochen. Hinzu kam eine unattraktive Gestaltung der Bus-/ Schiene-Angebote durch nun notwendiges Umsteigen nach wenigen Haltestellen am Bustreffpunkt sowie zusätzliche Wartezeiten bedingt durch die beiden Rendezvous-Konzepte.
Das heute gegenüber der Zeit vor den Stilllegungen von Schienenstrecken verhältnismäßig weitmaschige Schienennetz führte seit 2000 für die Erschließung der Fläche – kleine Orte auf dem Lande – durch den Rückbau von regionalen Busverkehren zunehmend zu einer „Mindestversorgung“ mit teilweise nur noch Schüler- und Bedarfslinien. Insbesondere gibt es in Gebieten mit geringer touristischer Erschließung große Lücken bei der Busbedienung an Sonn- und Feiertagen. Es bestehen jedoch örtlich große Unterschiede in der Nahverkehrsversorgung, die Anbindung vieler Orte kann durchaus als vorbildlich gelten.

## Schienennetz
Die wichtigsten Bahnstrecken sind die Bahnstrecke Hamm–Minden und Bahnstrecke Hannover–Minden (je zwei Gleise für den Personen- und Güterverkehr) sowie die zweigleisige Bahnstrecke Löhne–Rheine, diese dienen hauptsächlich dem Ost-West-Verkehr. Nebenstrecken sind die zweigleisigen Bahnstrecken Hamm–Warburg, Hannover–Altenbeken und Altenbeken–Holzminden („Egge-Bahn“, ab Ottbergen eingleisig) sowie die eingleisigen Nebenbahnen Herford–Altenbeken, Bielefeld–Lemgo, Bielefeld–Osnabrück („Haller Willem“), Löhne–Hameln („Weserbahn“), Weser-Aller-Bahn, Ravensberger Bahn, Senne-Bahn, Warendorfer Bahn und die Obere Ruhrtalbahn (jeweils auf den OWL-Abschnitten).

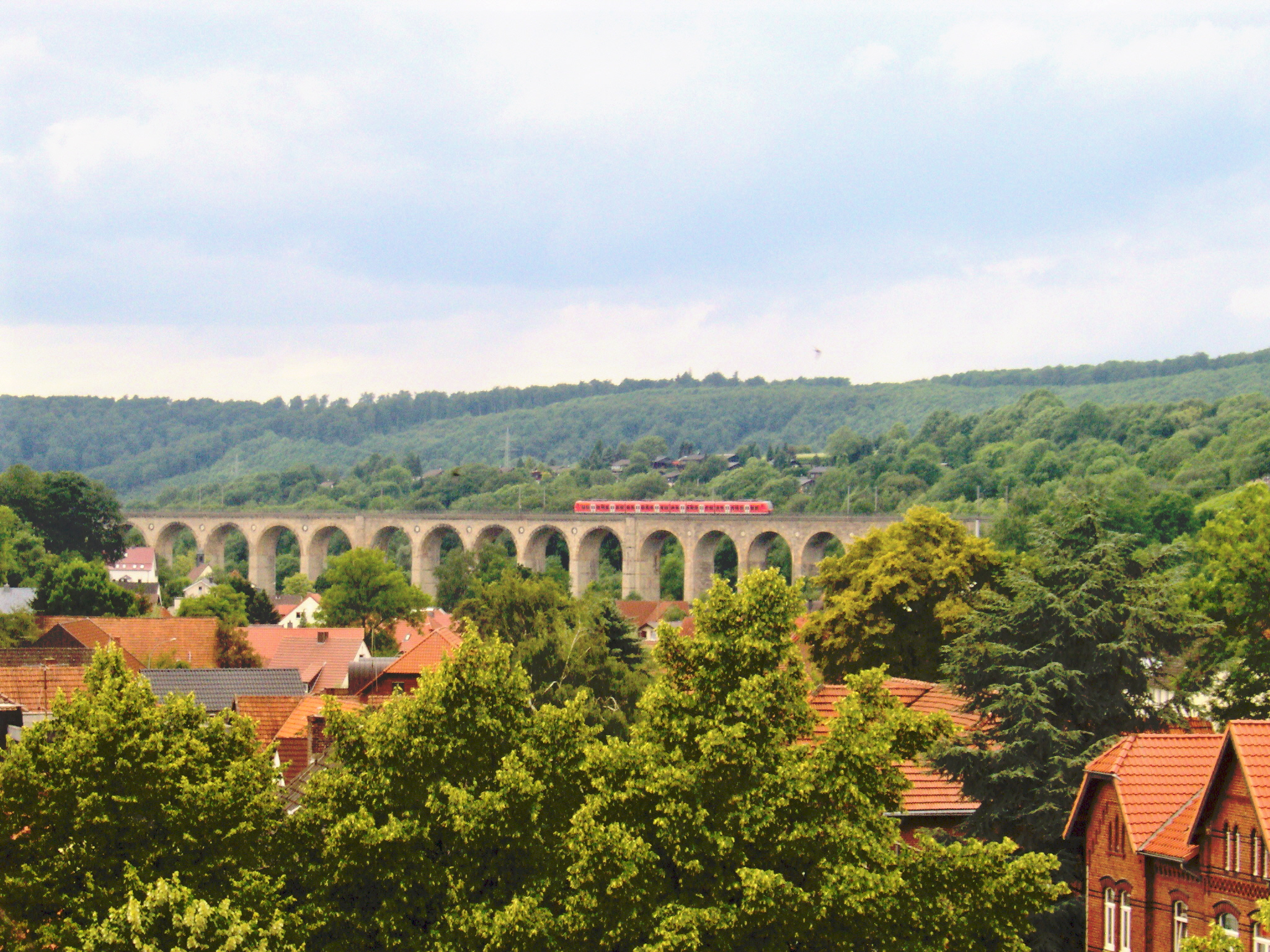
Altenbekener Viadukt im Tal der Beke

Wichtigster Bahnhof für den Fern- und Nahverkehr ist Bielefeld mit ICE- und IC-Systemhalten. Weitere IC sowie einzelne ICE halten in Paderborn, Gütersloh, Minden, Herford, Bad Oeynhausen, Bünde, Warburg und Altenbeken. Wichtigster Nahverkehrsknotenpunkt ist der Bahnhof Herford, der inzwischen bezüglich der Anzahl der haltenden Nahverkehrszüge die ehemaligen Eisenbahnknotenpunkte Löhne und Altenbeken übertrifft.
Minden, Paderborn, Altenbeken, Steinheim, Schieder und Lügde sind an die S-Bahn Hannover angeschlossen. Die Bahnstrecke Paderborn–Altenbeken führt über das touristisch markante Altenbekener Viadukt. Zwei Tunnel durchqueren das Eggegebirge.
Auf zwei Bahnstrecken ist eine Wiederaufnahme des Personenverkehrs in der Diskussion. Weit fortgeschritten sind die Planungen für eine Verbindung Harsewinkel – Gütersloh – Verl, die später bis Hövelhof (mit Anschluss an die Senne-Bahn) bzw. Versmold weitergeführt werden könnte (Teutoburger Wald Eisenbahn TWE). Des Weiteren besteht seit langem der Wunsch nach einer Verlängerung der Begatalbahn von Lemgo nach Barntrup. Überlegungen für einen Personenverkehr auf der Almetalbahn (Paderborn–Büren) mit einem Anschluss für den Flughafen Paderborn/Lippstadt werden durch eine Machbarkeitsstudie geprüft.

## Regionale Bahnlinien
Die wichtigsten im Personenverkehr tätigen Eisenbahnverkehrsunternehmen sind DB Regio NRW, NordWestBahn, Eurobahn und Westfalenbahn und National Express sowie die S-Bahn Hannover der DB Regio Nord.
| Linie    | Linienbezeichnung        | Linienverlauf |
| -------- | ------------------------ | --- |
| RE 11    | Rhein-Hellweg-Express    | Kassel-Wilhelmshöhe – Warburg – Willebadessen – Altenbeken – Paderborn Hbf – Lippstadt – Soest – Hamm Hbf (– Düsseldorf)                                                     |
| RE 6     | Westfalen-Express        | Minden (Westf) – Bad Oeynhausen – Löhne (Westf) – Herford – Bielefeld Hbf – Gütersloh Hbf – Rheda-Wiedenbrück (– Düsseldorf)                                                 |
| RE 60    | Ems-Leine-Express        | (Rheine – Osnabrück –) Bünde (Westf) – Kirchlengern – Löhne (Westf) – Bad Oeynhausen – Minden (Westf) (– Braunschweig)                                                       |
| RB 61    | Wiehengebirgs-Bahn       | (Bad Bentheim – Osnabrück – Melle –) Bruchmühlen (Stadt Melle / Gemeinde Rödinghausen, nicht in Verbund einbezogen) – Bünde (Westf) – Kirchlengern – Herford – Bielefeld Hbf |
| RB 67    | Der Warendorfer          | Bielefeld Hbf – Gütersloh Hbf – Rheda-Wiedenbrück – Herzebrock – Clarholz (– Münster (Westf))                                                                                |
| RB 69    | Ems-Börde-Bahn           | Bielefeld Hbf – Gütersloh Hbf – Rheda-Wiedenbrück (– Hamm (Westf) – Münster (Westf))                                                                                         |
| RE 70    | Weser-Leine-Express      | (Braunschweig –) Minden (Westf) – Bad Oeynhausen – Löhne (Westf) – Herford – Bielefeld Hbf                                                                                   |
| RB 71    | Ravensberger Bahn        | Rahden – Espelkamp – Lübbecke (Westf) – Bünde (Westf) – Kirchlengern – Herford – Bielefeld Hbf                                                                               |
| RB 72    | Ostwestfalen-Bahn        | Herford – Bad Salzuflen – Lage (Lippe) – Detmold – Horn-Bad Meinberg – Sandebeck (Tarifgrenze) – Altenbeken – Paderborn Hbf                                                  |
| RB 73    | Der Lipperländer         | Bielefeld Hbf – Oerlinghausen (Leopoldshöhe-Asemissen) – Lage (Lippe) – Lemgo – Lemgo-Lüttfeld                                                                               |
| RB 74    | Senne-Bahn               | Bielefeld Hbf – Sennestadt – Hövelriege (Tarifgrenze) – Hövelhof – Paderborn Hbf                                                                                             |
| RB 75    | Haller Willem            | Bielefeld Hbf – Steinhagen – Halle (Westf.) – Borgholzhausen (– Dissen-Bad Rothenfelde – Osnabrück)                                                                          |
| RB 77    | Weser-Bahn               | (Hildesheim – Rinteln –) Vlotho – Bad Oeynhausen Süd – Löhne (Westf) – Kirchlengern – Bünde (Westf)                                                                          |
| RE 78    | Porta-Express            | (Nienburg/Weser –) Petershagen-Lahde – Minden (Westf) – Bad Oeynhausen – Löhne – Herford – Bielefeld Hbf                                                                     |
| RE 82    | Der Leineweber           | Bielefeld Hbf – Oerlinghausen – Lage (Lippe) – Detmold – Horn-Bad Meinberg – Altenbeken                                                                                      |
| RB 84    | Egge-Bahn                | Paderborn Hbf – Altenbeken – Bad Driburg – Brakel – Ottbergen – Höxter (– Holzminden)                                                                                        |
| RB 85/86 | Oberweser- / Sollingbahn | Ottbergen – Wehrden – Lauenförde-Beverungen – Bad Karlshafen – Bodenfelde – Göttingen / Northeim                                                                             |
| RB 89    | Ems-Börde-Bahn           | (Münster (Westf) – Hamm (Westf) –) Salzkotten – Paderborn Hbf – Altenbeken – Willebadessen – Warburg (Westf)                                                                 |
| S 5      | S-Bahn Hannover          | Paderborn Hbf – Altenbeken – Schieder (Tarifgrenze) – Lügde (– Bad Pyrmont – Hannover – Hannover Flughafen)                                                                  |

## Busverkehr
In der Region besteht ein gut ausgebautes Regionalbusnetz, das alle größeren Orte einbezieht. Kleine Ortschaften sind werktags ebenfalls erreichbar, teilweise jedoch nur durch Schülerverkehre oder mit ÖPNV-Sonderformen (Kleinbusse im Bedarfslinienverkehr, Anrufbusse).
Es gibt einige Buslinien mit größerer Bedeutung, die Städte abseits des Schienenverkehrs erschließen. In den vergangenen Jahren wurden viele zum Schienenverkehr parallel geführte Linien gebrochen oder auf Teilbereichen eingestellt, längere städteverbindende Linien bestehen daher nur noch sehr wenige. Ein Grund hierfür ist auch in der Regionalisierung (Übergabe der Zuständigkeiten an Kreise und Kommunen) zu sehen. Beispielsweise wurden die durchgehenden Busverkehre von Paderborn, Detmold, Bünde nach Bielefeld und die Linien Lübbecke–Bad Oeynhausen, Herford–Löhne–Bad Oeynhausen, Rinteln–Lemgo–Detmold, Paderborn–Bad Lippspringe–Detmold gebrochen bzw. eingestellt.

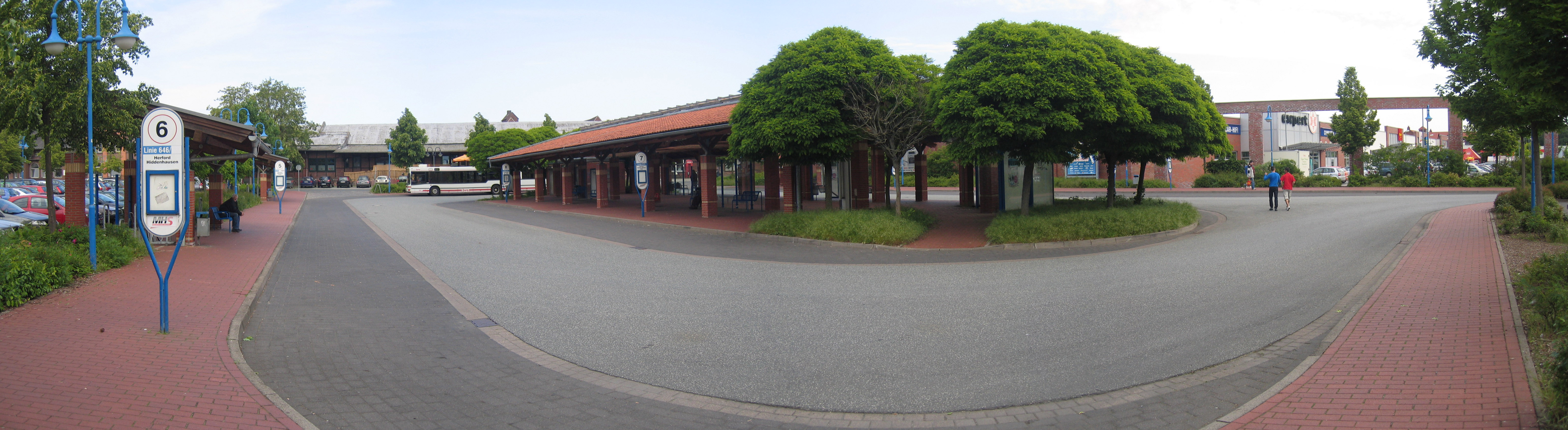
Busbahnhof Bünde in direkter Bahnhofsnähe, jedoch abseits vom Stadtzentrum

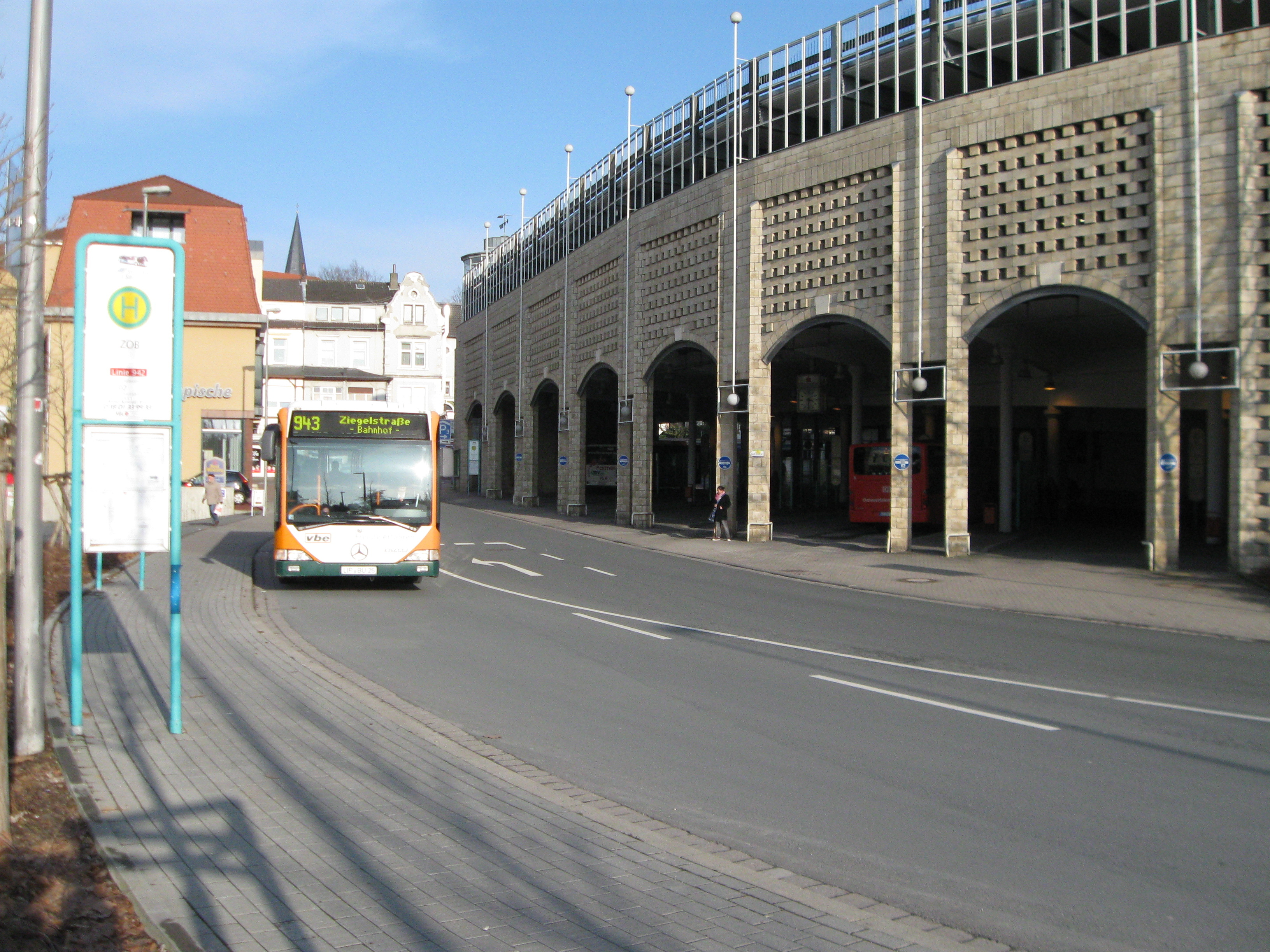
Bad Salzuflen, ZOB am Ostertor: regionaler Busbahnhof im Erdgeschoss eines Parkhauses

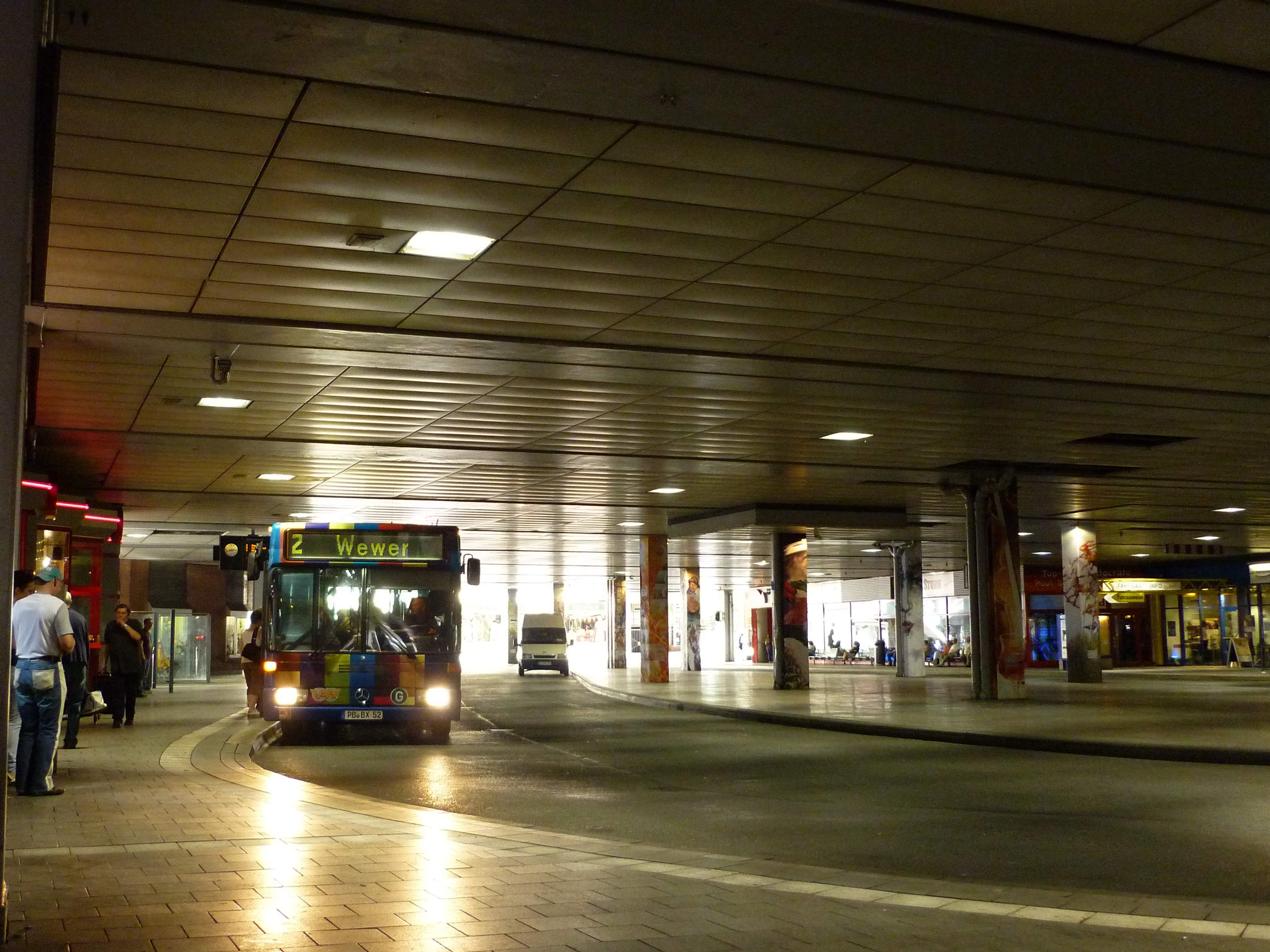
Unterirdische Zentralstation des PaderSprinter am Königsplatz Paderborn

Im Bereich OWLV bestehen u. a. die Regionalverbindungen
- 43: Gütersloh-Brockhagen-Halle
- 48 Brockhagen-Steinhagen-Quelle-Brackwede-Gadderbaum-Bethel-Bielefeld

- 70: Rheda – Wiedenbrück – Langenberg – Lippstadt
- 71: Gütersloh – Harsewinkel – Versmold (Regional- und Schnellbusse, ehemals Schienenpersonenverkehr TWE)
- 350/351: Bielefeld (– Leopoldshöhe) – Bad Salzuflen
- 465/466: Herford – Enger – Spenge (ehemals Herforder Kleinbahn)
- 513: Minden – Hille-Eickhorst – Lübbecke (Schnellbus),
- 605: Minden – Hille – Espelkamp – Rahden (2-Stunden-Takt)
- 732: Lemgo – Blomberg – Schieder – Lügde – Bad Pyrmont
- 700: Lemgo – Barntrup – Bad Pyrmont
- 792: Detmold – Horn-Bad Meinberg – Schiedersee – Lügde – Bad Pyrmont (Touristiklinie, keine Bedienung im Winter).

Im Bereich nph gibt es die Schnellbuslinien (go.on)
- Linie S30: Paderborn – Buke (Altenbeken) – Bad Driburg
- Linie S40: Paderborn – Schloß Neuhaus – Delbrück – Westenholz – Rietberg – Rheda-Wiedenbrück
- Linie S50: Paderborn – Bad Lippspringe – Schlangen – Horn
- Linie S60: Paderborn – Flughafen Paderborn/Lippstadt – Büren
- Linie S85: Paderborn – Lichtenau – Warburg
- Linie R10: Paderborn – Bad Wünnenberg – Brilon

Es gibt auch einige durchgehende Busverbindungen durch Liniendurchbindung. Beispielsweise verkehrt die Linie 790 Detmold – Lemgo als Linie 963 weiter bis Bad Salzuflen (go.on Gesellschaft für Bus- und Schienenverkehr).
An allen größeren Orten wurden Busbahnhöfe in direkter Bahnhofsnähe oder gemeinsame Bahnsteige für Bus und Bahn eingerichtet (u. a. in Leopoldshöhe-Asemissen am Bf. Oerlinghausen). Parallel dazu gibt es Bus-Treffpunkte mit überdachten Bussteigen in unmittelbaren Zentrumslagen, wenn Bahnhöfe etwas abseits von Stadtzentren liegen.
Im innerstädtischen Bereich wurde 1994 in Lemgo ein deutschlandweit beachtetes Stadtbussystem eingeführt. Ihm folgten Auf- und Ausbauten erfolgreicher Stadtnetze in Bad Salzuflen, Detmold und Bünde. In Herford und Minden erfolgten 2003 bzw. 2005 starke umbauten bestehender Stadtnetze (Stadtbus Herford, Stadtbus Minden) mit dem Ziel einer Netzoptimierung und -straffung.
Die Großstädte Bielefeld (moBiel) und Paderborn (PaderSprinter) unterhalten Stadtnetze mit erheblich unterschiedlicher Organisationsform. Das Paderborner Stadtbusnetz ist traditionell geschlossen organisiert, parallel dazu verkehren ab Hauptbahnhof Regional- und Schnellbusse mit teilweise langen Linienführungen in die Region. Bielefeld hat Buslinien in die Nachbarorte voll in das Stadtnetz integriert und die Unterscheidung zwischen Stadt- und Regionalbus aufgehoben. Regionalverbindungen in die Region erfolgen hier weitgehend durch Regionalzüge. Beschleunigungen für Umlandlinien (Benutzung von Ausfallstraßen, Schnellbusse u. ä.) bestehen nicht.